# 1404

## Události
- zemský sněm v Budíně
- morová epidemie na českém území
- první písemná zmínka o obci Doubravice u České Skalice

### Probíhající události
- 1402–1413 – Osmanské interrengnum

## Narození
- 14. února – Leon Battista Alberti, italský renesanční architekt a teoretik architektury († 25. dubna 1472)
- 14. října – Marie z Anjou, francouzská královna jako manželka Karla VII. († 1463)
- červen – Murad II., osmanský sultán († 1451)
- 6. července – Sózen Jamana, japonský vojevůdce a mnich († 15. dubna 1473)
- 25. července – Filip I. Brabantský, brabantský vévoda († 4. srpna 1430)
- 30. září – Anna Burgundská († 13. listopadu 1432)
- září – Gilles de Rais, francouzský maršálek, spolubojovník Jany z Arku († 1440)
- 14. října – Marie z Anjou, královna Karla VII. Francouzského († 29. listopadu 1463)
- ? - Hynek Ptáček z Pirkštejna, český hofmistr a šlechtic († 27. srpna 1444)

## Úmrtí
- 27. dubna – Filip II. Smělý, burgundský vévoda (* 15. ledna 1342)
- 14. září – Albrecht IV. Rakouský, rakouský vévoda (* 19. září 1377)
- 1. října – Bonifác IX., papež (* asi 1356)
- 15. října – Marie Francouzská, vévodkyně z Baru (* 1344)
- 13. prosince – Albrecht I. Bavorský, feudální vládce holandského hrabství (* 25. července 1336)

## Hlavy státu
- České království – Václav IV.
- Moravské markrabství – Jošt Moravský
- Svatá říše římská – Ruprecht III. Falcký
- Papež – Bonifác IX. (do 1. října) Inocenc VII. (od 17. října)
- Anglické království – Jindřich IV.
- Francouzské království – Karel VI.
- Polské království – Vladislav II. Jagello
- Uherské království – Zikmund Lucemburský
- Byzantská říše – Manuel II. Palaiologos